# Хёрли, Кортни
Кортни Хёрли (англ. Courtney Hurley, род. 30 сентября 1990 года, Хьюстон, Техас, США) — американская фехтовальщица на шпагах. Бронзовый призёр Олимпийских игр 2012 года в командной шпаге, чемпионка мира, бронзовый призёр чемпионата мира, двукратная чемпионка и серебряный призёр Панамериканских игр.

## Биография
Кортни Хёрли родилась 30 сентября 1990 года в Хьюстоне в спортивной семье: её отец, который стал её первым тренером, был пятиборцем, мать фехтовала на шпагах, а старшая сестра Келли — шпажистка, бронзовый призёр Олимпийских игр и чемпионка мира. Кортни начала заниматься фехтованием в семь лет в Сан-Антонио. Американка учится в Университете Нотр-Дам, в котором она изучает медиаведение и компьютеризацию. В дальнейшем Кортни собирается получить магистерскую степень по специальности «Административное управление».
Первых больших успехов американская шпажистка добилась в довольно юном возрасте: 17-летняя Кортни выиграла Панамериканские игры в личном первенстве. Следующих побед на крупных соревнованиях американке пришлось ждать четыре года. В 2011 году на тех же соревнованиях Кортни заняла второе место в личной шпаге, уступив в финальном поединке своей старшей сестре Келли, а в командном турнире сборной США не было равных.
Одним из самых больших успехов в карьере американской фехтовальщицы стала бронзовая медаль Олимпийских игр 2012 года. Несмотря на провал в личном турнире (Кортни проиграла в первом же поединке), в командном первенстве Кортни, а также её подруги по команде показали достойный уровень фехтования, благодаря которому был достигнут этот успех: в 1/4 финала были обыграны итальянки, а в матче за третье место в драматичном поединке американки выиграли у команды России с разницей всего в один укол в дополнительное время.
После успеха в Лондоне американку преследовали неудачи: на крупных турнирах она не могла попасть в призовую тройку. На следующем главном старте четырёхлетия — Олимпийских играх в Рио-де-Жанейро — Кортни не удалось выиграть медаль: в личном турнире она вновь потерпела поражение в первом же раунде, уступив олимпийской чемпионке 2012 года украинке Яне Шемякиной со счётом 13-14, а в командных соревнованиях удача отвернулась от американской сборной, которая проиграла в 1/4 финала будущим олимпийским чемпионкам румынкам с разницей в один укол.
Неудачи, преследовавшие Кортни в течение многих лет, завершились в 2018 году. Американка поднялась на третью ступеньку пьедестала почёта чемпионата мира в личном турнире и стала первой в истории США шпажисткой, попавшей в число призёров главного старта сезона в индивидуальных соревнованиях, а в командном первенстве Кортни в составе национальной сборной выиграла первое золото мировых первенств в истории страны в женской шпаге.

## Лучшие результаты

### Олимпийские игры
- Бронза — Олимпийские игры 2012 года (Лондон, Великобритания) (команды)

### Чемпионаты мира
- Золото — чемпионат мира 2018 года (Уси, Китай) (команды)
- Бронза — чемпионат мира 2018 года (Уси, Китай)